# Bartow (Geòrgia)
Bartow és una població dels Estats Units a l'estat de Geòrgia. Segons el cens del 2000 tenia 223 habitants.

## Demografia
Segons el cens del 2000, Bartow tenia 7.500 habitants, 4.785 habitatges, i 5.900 famílies. La densitat de població era de 75,5 habitants per km².
Dels 4.785 habitatges en un 27,4% hi vivien nens de menys de 18 anys, en un 48,4% hi vivien parelles casades, en un 20% dones solteres, i en un 28,4% no eren unitats familiars. En el 26,3% dels habitatges hi vivien persones soles el 7,4% de les quals corresponia a persones de 65 anys o més que vivien soles. El nombre mitjà de persones vivint en cada habitatge era de 2,35 i el nombre mitjà de persones que vivien en cada família era de 2,82.
Per edats la població es repartia de la següent manera: un 23,8% tenia menys de 18 anys, un 4,5% entre 18 i 24, un 30,5% entre 25 i 44, un 27,4% de 45 a 60 i un 13,9% 65 anys o més.
L'edat mediana era de 38 anys. Per cada 100 dones de 18 o més anys hi havia 91 homes.
La renda mediana per habitatge era de 45.750 $ i la renda mediana per família de 31.250 $. Els homes tenien una renda mediana de 32.083 $ mentre que les dones 30.667 $. La renda per capita de la població era de 58.873 $. Cap de les famílies estaven per davall del llindar de pobresa.

## Poblacions més properes
El següent diagrama mostra les poblacions més properes.